# الطرطنجي (مسرحية)
الطرطنجي، مسرحية كوميدية كويتية. عرضت بعام 2011، كتبها أيمن الحبيل وأخرجها علاء مرسي.

## الفنانون المشاركون بالعمل
- طارق العلي.
- داوود حسين.
- أمل عباس.
- شهاب حاجيه.
- علاء مرسي.
- محمد باش.
- مريم حسين.
- فرحان العلي.
- هاني الطباخ.
- سلطان الفرج
- سلطان العلي.
- أحمد الشمري.
- مارتينا.